# Oberleitungsbus Namp’o
Der Oberleitungsbus Namp’o ist das Oberleitungsbussystem der nordkoreanischen Stadt Namp’o.

## Geschichte
1982 nahm der Oberleitungsbus seinen Betrieb auf und ist bis heute das einzige öffentliche Verkehrsmittel der Stadt. Es verkehrten insgesamt zwei Linien, ein Betriebshof existierte nicht. Seit 2009 ist kein Verkehr bemerkbar.
Der Linienbetrieb wird nur werktags durchgeführt und auch dann nur unregelmäßig.

## Fahrzeuge
Der Fuhrpark weist einen Bestand von circa 15 bis 20 Fahrzeugen auf.